# Eriphus smaragdinus
Eriphus smaragdinus là một loài bọ cánh cứng trong họ Cerambycidae.